# Араки Матаэмон: Дуэль на перекрёстке у лавки ключей
«Араки Матаэмон: Дуэль на перекрестке у лавки ключей» (яп. ) — японский художественный фильм режиссёра Кацуо Мори, вышел на экраны в 1952 году.

## Сюжет
Тосиро Мифунэ, в роли известного самурая, предстоит столкнуться в схватке со своим лучшим другом (Такаси Симура), поскольку они были вынуждены принять разные стороны. Араки Матаэмон, являвшийся не только учеником Ягю Мунэнори, но и одним из основателей стиля Ягю Синган-рю, стал главным помощником своему шурину в деле мести за убийство члена семьи.

## В ролях
- Тосиро Мифунэ — Матаэмон Араки
- Юрико Хамада
- Такаси Симура
- Акихико Катаяма
- Минору Тиаки
- Дайсукэ Като
- Син Токудаидзи
- Кокутэн Кодо
- Бокудзэн Хидари
- Тораноскэ Огава

## Премьеры
- — 3 января 1952 года состоялась национальная премьера фильма в Токио[1].